# Faina Grigorjewna Melnik
Faina Grigorjewna Melnik (russisch Фаина Григорьевна Мельник, ukrainisch Фаїна Григорівна Мельник, wiss. Transliteration Faina Grigorjevna Mel'nik; * 9. Juni 1945 in Bakota, Ukrainische SSR; † 16. Dezember 2016) war eine sowjetische Leichtathletin. Sie wurde 1972 Olympiasiegerin im Diskuswurf.

## Leben
Von 1977 bis 1979 war Faina Melnik mit dem bulgarischen Diskuswerfer Welko Welew verheiratet und hieß in dieser Zeit Faina Welewa.
Bei den Europameisterschaften 1971 in Helsinki gewann sie mit einer Weltrekordweite von 64,22 m und über zwei Metern Vorsprung auf Liesel Westermann aus der Bundesrepublik Deutschland. Vor den Olympischen Spielen 1972 in München hatte Melnik den Weltrekord am 24. Juni 1972 im Rosenaustadion in Augsburg zunächst auf 65,48 m gesteigert. Sechs Wochen später, am 4. August 1972, warf sie in Moskau mit 66,76 m erneut Weltrekord. Kurz danach gewann sie in München mit 66,62 m und eineinhalb Meter Vorsprung auf die Rumänin Argentina Menis. 1973 siegte sie bei der Universiade mit 64,54 m.
1974 bei den Europameisterschaften in Rom siegte Faina Melnik mit 69,00 m. Argentina Menis gewann Silber mit 64,62 m. Bei den Olympischen Spielen 1976 in Montreal wurde Faina Melnik Vierte im Diskuswurf mit 66,40 m im vierten Durchgang. Ihr fünfter Versuch von 68,40 m wurde zunächst ungültig gegeben. Nachdem sie ihre im Ring begonnene Drehung zum Wurf zweimal abgebrochen hatte, hob der Kampfrichter die rote Fahne und gab den Versuch ungültig. Melnik protestierte und der Oberkampfrichter entschied, dass sie doch noch werfen durfte. Sie kam auf 68,60 m. Das hätte zu Silber hinter Evelin Schlaak aus der DDR gereicht. Doch dem anschließenden Protest der Mannschaftsleitungen aus Bulgarien und der DDR wurde stattgegeben mit der Konsequenz, dass die erfolgsgewohnte Faina Melnik diesmal medaillenleer ausging. Eine objektive Beurteilung dazu, inwieweit die letztlich getroffene Entscheidung regelgerecht war, bleibt eine Auslegungs- und Ermessensfrage. Drei Tage nach dem Finale im Diskuswurf trat Melnik auch im Kugelstoßen an und wurde Zehnte mit 18,07 m.
Als Faina Welewa wurde sie mit 62,30 m Fünfte bei den Europameisterschaften 1978 in Prag. Bei den Olympischen Spielen 1980 schied Faina Melnik in der Qualifikation aus.
Zwischen 1971 und 1976 konnte sie elf Mal den Weltrekord verbessern, zuletzt auf 70,50 m. Damit war sie (bei ihrem zehnten Weltrekord im Jahre 1975 mit 70,20 m) auch die erste Frau, die weiter als 70 Meter warf.
Am 16. Dezember 2016 gab der russische Leichtathletikverband bekannt, dass Faina Melnik im Alter von 71 Jahren gestorben ist.